# Scatella pruinosa
Scatella pruinosa är en tvåvingeart som beskrevs av Dahl 1961. Scatella pruinosa ingår i släktet Scatella och familjen vattenflugor.
Artens utbredningsområde är Afghanistan. Inga underarter finns listade i Catalogue of Life.